# Sergej Danilin
Sergej Vladimirovič Danilin (in russo Сергей Владимирович Данилин?; traslitterazione anglosassone Sergey Vladimirovich Danilin; Mosca, 1º gennaio 1960 – 4 ottobre 2021) è stato uno slittinista russo.
Prima della dissoluzione dell'Unione Sovietica (1991) gareggiò per la nazionale sovietica, con la quale conseguì tutti i suoi più prestigiosi successi; ai XVI Giochi olimpici invernali di Albertville 1992 fece parte della squadra unificata.
Era marito di Nadežda Danilina, a sua volta ex slittinista di alto livello.

## Biografia
Iniziò a gareggiare per la nazionale sovietica nelle varie categorie giovanili in entrambe le specialità, ottenendo, quale miglior risultato, una medaglia d'argento nel singolo ed il quarto posto nel doppio, in coppia con Valerij Petrov, ai campionati europei juniores di Krynica-Zdrój 1979.
A livello assoluto esordì in Coppa del Mondo nella stagione 1978/79, conquistò il primo podio, nonché la prima vittoria, il 22 febbraio 1981 nel singolo a Schönau am Königssee. In totale trionfò in cinque tappe di coppa ed ottenne come miglior risultato in classifica generale per due volte il secondo posto nella specialità del singolo: nel 1981/82 e nel 1982/83.
Partecipò a cinque edizioni dei Giochi olimpici invernali: l'esordio avvenne a Lake Placid 1980 dove si classificò al diciassettesimo posto nel doppio in coppia con Valerij Jakušin; nelle successive edizioni gareggiò esclusivamente nel singolo. A Sarajevo 1984 conquistò la medaglia d'argento, a Calgary 1988 colse la sesta piazza e, dopo la dissoluzione dell'Unione Sovietica, ad Albertville 1992 giunse nono partecipando per la Squadra Unificata e successivamente fece parte della nazionale russa con la quale a Lillehammer 1994, in quella che fu la sua ultima competizione a livello internazionale, chiuse la gara in undicesima posizione.
Prese parte altresì a sette edizioni dei campionati mondiali, aggiudicandosi una medaglia d'oro, una d'argento ed una di bronzo nel singolo, rispettivamente ad Hammarstrand 1981, a Lake Placid 1983 e ad Igls 1987, ed altre due terzi posti li ottenne nelle prove a squadre a Winterberg 1989 ed a Calgary 1990. Nelle rassegne continentali, sempre per quanto concerne le competizioni individuali, vinse il titolo europeo ad Hammarstrand 1986 e fu secondo a Winterberg 1982.

## Palmarès

### Olimpiadi
- 1 medaglia:
  - 1 argento (singolo a Sarajevo 1984).

### Mondiali
- 5 medaglie:
  - 1 oro (singolo ad Hammarstrand 1981);
  - 1 argento (singolo a Lake Placid 1983);
  - 3 bronzi (singolo ad Igls 1987; gara a squadre a Winterberg 1989; gara a squadre a Calgary 1990).

### Europei
- 2 medaglie:
  - 1 oro (singolo ad Hammarstrand 1986);
  - 1 argento (singolo a Winterberg 1982).

### Europei juniores
- 1 medaglia:
  - 1 argento (singolo a Krynica-Zdrój 1979).

### Coppa del Mondo
- Miglior piazzamento in classifica generale nel singolo: 2° nel 1981/82 e nel 1982/83.
- 10 podi (tutti nel singolo):
  - 5 vittorie;
  - 3 secondi posti;
  - 2 terzi posti.

#### Coppa del Mondo - vittorie
| Data             | Luogo                | Paese          | Disciplina |
| ---------------- | -------------------- | -------------- | ---------- |
| 22 febbraio 1981 | Schönau am Königssee | Germania Ovest | Singolo    |
| 8 dicembre 1981  | Igls                 | Austria        | Singolo    |
| 24 gennaio 1982  | Schönau am Königssee | Germania Ovest | Singolo    |
| 9 gennaio 1983   | Hammarstrand         | Svezia         | Singolo    |
| 6 marzo 1983     | Oberhof              | Germania Est   | Singolo    |